# Heterometopia nigra
Heterometopia nigra är en tvåvingeart som beskrevs av Barraclough 1992. Heterometopia nigra ingår i släktet Heterometopia och familjen parasitflugor. Inga underarter finns listade i Catalogue of Life.